# Saint-Jean-de-Nay
Pour les articles homonymes, voir Saint-Jean.
Saint-Jean-de-Nay est une commune française située dans le département de la Haute-Loire en région Auvergne-Rhône-Alpes.

## Géographie

### Localisation
La commune de Saint-Jean-de-Nay se trouve dans le département de la Haute-Loire, en région Auvergne-Rhône-Alpes.
Elle se situe à 18 km par la route du Puy-en-Velay, préfecture du département, et à 14 km de Saint-Paulien, bureau centralisateur du canton de Saint-Paulien dont dépend la commune depuis 2015 pour les élections départementales.
Les communes les plus proches sont : 
Le Vernet (4,1 km), Chaspuzac (4,1 km), Vergezac (4,6 km), Loudes (4,6 km), Vazeilles-Limandre (5,0 km), Siaugues-Sainte-Marie (5,7 km), Saint-Bérain (6,4 km), Sanssac-l'Église (6,8 km).
|                       | Vazeilles-Limandre    | Loudes    |
| Siaugues-Sainte-Marie | Saint-Jean-de-Nay     | Chaspuzac |
| Le Vernet             | Saint-Privat-d'Allier | Vergezac  |

### Climat
Pour des articles plus généraux, voir Climat d'Auvergne-Rhône-Alpes et Climat de la Haute-Loire.
En 2010, le climat de la commune est de type climat des marges montargnardes, selon une étude du Centre national de la recherche scientifique s'appuyant sur une série de données couvrant la période 1971-2000. En 2020, Météo-France publie une typologie des climats de la France métropolitaine dans laquelle la commune est exposée à un climat de montagne ou de marges de montagne et est dans la région climatique Sud-est du Massif Central, caractérisée par une pluviométrie annuelle de 1 000 à 1 500 mm, minimale en été, maximale en automne.
Pour la période 1971-2000, la température annuelle moyenne est de 7,8 °C, avec une amplitude thermique annuelle de 15,7 °C. Le cumul annuel moyen de précipitations est de 865 mm, avec 9,3 jours de précipitations en janvier et 6,8 jours en juillet. Pour la période 1991-2020, la température moyenne annuelle observée sur la station météorologique de Météo-France la plus proche, « Le Puy-Loudes », sur la commune de Chaspuzac à 4 km à vol d'oiseau, est de 9,1 °C et le cumul annuel moyen de précipitations est de 682,4 mm,. Pour l'avenir, les paramètres climatiques de la commune estimés pour 2050 selon différents scénarios d'émission de gaz à effet de serre sont consultables sur un site dédié publié par Météo-France en novembre 2022.

### Villages, hameaux et lieux-dits
- Villages, écarts, lieux-dits : Beyssac, Cereix, Freycenet, Les Granges, Laglandière, La Peyre, Lespasseyres, Le Ménial, Montagnac, Montagnazet, Le Poux, Pralong, Les Quatre Routes, Rapine, Le Relais, Saint-Rome, Vergonges. Au XVIIIe siècle existaient deux lieux habités aujourd'hui disparus : Sollages et Le Chauffour.

## Urbanisme

### Typologie
Au 1er janvier 2024, Saint-Jean-de-Nay est catégorisée commune rurale à habitat très dispersé, selon la nouvelle grille communale de densité à sept niveaux définie par l'Insee en 2022.
Elle est située hors unité urbaine. Par ailleurs la commune fait partie de l'aire d'attraction du Puy-en-Velay, dont elle est une commune de la couronne,. Cette aire, qui regroupe 59 communes, est catégorisée dans les aires de 50 000 à moins de 200 000 habitants,.

### Occupation des sols
L'occupation des sols de la commune, telle qu'elle ressort de la base de données européenne d’occupation biophysique des sols Corine Land Cover (CLC), est marquée par l'importance des territoires agricoles (79,9 % en 2018), une proportion identique à celle de 1990 (79,9 %). La répartition détaillée en 2018 est la suivante : 
zones agricoles hétérogènes (30,8 %), terres arables (26,2 %), prairies (22,8 %), forêts (19,5 %), zones humides intérieures (0,6 %). L'évolution de l’occupation des sols de la commune et de ses infrastructures peut être observée sur les différentes représentations cartographiques du territoire : la carte de Cassini (XVIIIe siècle), la carte d'état-major (1820-1866) et les cartes ou photos aériennes de l'IGN pour la période actuelle (1950 à aujourd'hui).

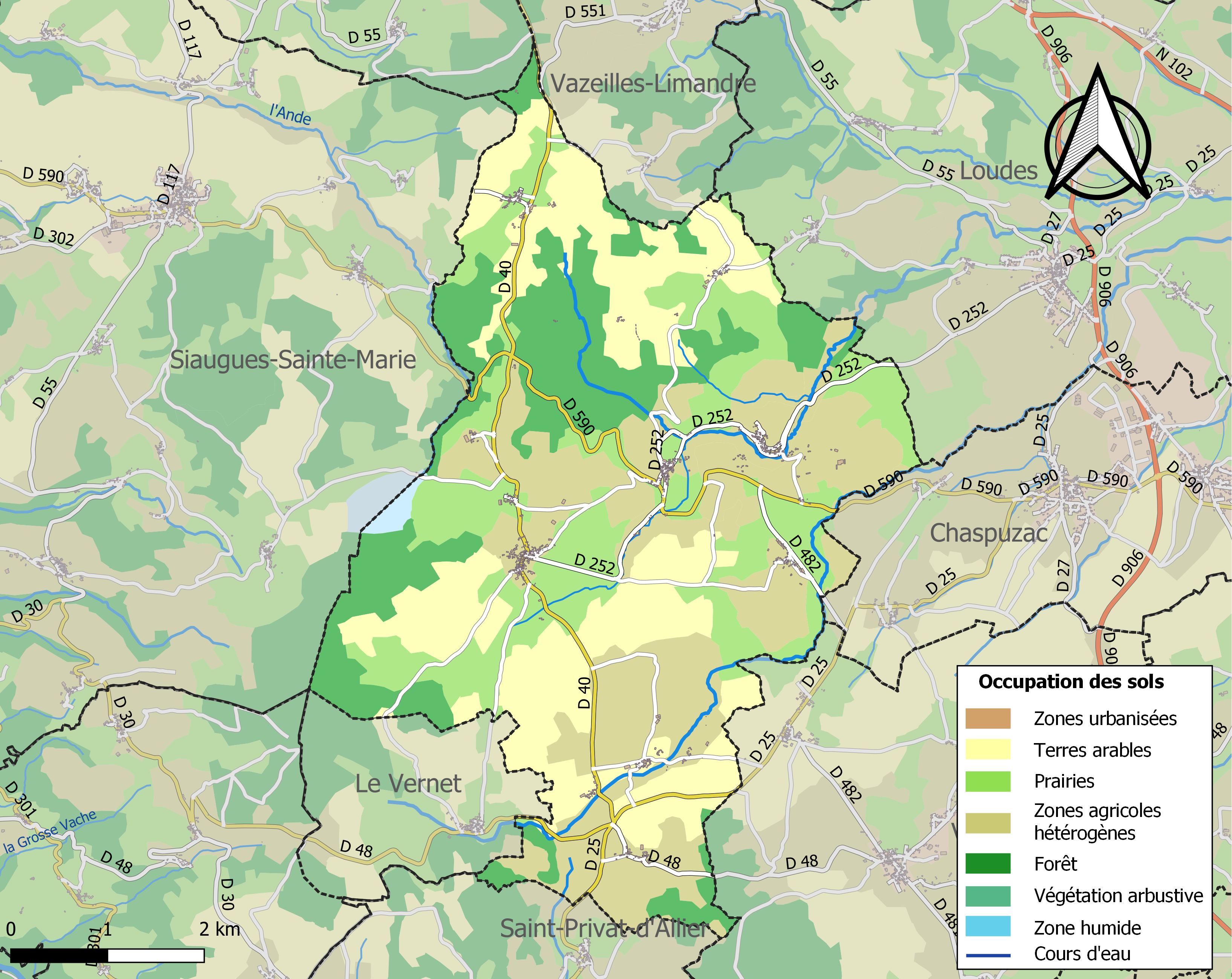
Carte des infrastructures et de l'occupation des sols de la commune en 2018 (CLC).

### Habitat et logement
En 2018, le nombre total de logements dans la commune était de 265, alors qu'il était de 265 en 2013 et de 264 en 2008.
Parmi ces logements, 58,6 % étaient des résidences principales, 21,3 % des résidences secondaires et 20,1 % des logements vacants. Ces logements étaient pour 98,9 % d'entre eux des maisons individuelles et pour 0,7 % des appartements.
Le tableau ci-dessous présente la typologie des logements à Saint-Jean-de-Nay en 2018 en comparaison avec celle de la Haute-Loire et de la France entière. Une caractéristique marquante du parc de logements est ainsi une proportion de résidences secondaires et logements occasionnels (21,3 %) supérieure à celle du département (16,1 %) et à celle de la France entière (9,7 %). Concernant le statut d'occupation de ces logements, 88,5 % des habitants de la commune sont propriétaires de leur logement (92 % en 2013), contre 70 % pour la Haute-Loire et 57,5 pour la France entière.
| Typologie                                               | Saint-Jean-de-Nay | Haute-Loire | France entière |
| ------------------------------------------------------- | ----------------- | ----------- | -------------- |
| Résidences principales (en %)                           | 58,6              | 71,5        | 82,1           |
| Résidences secondaires et logements occasionnels (en %) | 21,3              | 16,1        | 9,7            |
| Logements vacants (en %)                                | 20,1              | 12,4        | 8,2            |

## Toponymie
Les formes anciennes sont Ecclesia Nai en 1179, Ecclesia de Nai en 1262, La paroisse de Nay en 1401, De Nayo en 1513, S.-Jean-de-Nay en 1733, Nay-la-Montagne en 1793.
Origine du nom : connue jusqu'au XVIIIe siècle sous le nom de Nay, qui découle probablement du thème prélatin et préceltique Nava signifiant creux, vallée, d'où rivière (de la vallée).

## Histoire
Une borne milliaire, découverte vers 1840 en remploi dans le mur du cimetière du village, comportait une inscription de quatre lignes qui permet de la dater du règne de Postume (260-268). La distance comptée à partir de Saint-Paulien (Ruessio) est de 8 000 pas.
Près des Passeyres ont été trouvés, vers 1860, des tuiles à rebords, des briques avec dessins en creux, des pierres de petit appareil en tuf volcanique, des morceaux de marbre, un petit chapiteau de bronze, des médailles romaines.
Au terroir dit Ville de Meu, près de Beyssac, ce sont vestiges de sépultures, abreuvoir, moulin à bras de l'époque gallo-romaine qui sont signalés avant 1886.
À 200 m de Vergonges, l'abbé Frugère fouille dès 1851 des sépultures gallo-romaines et médiévales. Il recueille des tegulae, deux bols, un pot, des poteries variées (Ier et IIe siècles) : en terre blanche à filets rouges, à glaçure rouge, une bague en argent ornée d'un chrisme (XVIe siècle ?) [objets au musée Crozatier]. En 1896, c'est l'abbé Achard, curé de Loudes, qui remarque au même endroit des sarcophages, un bloc lapidaire triangulaire avec évidement.
L'histoire de la commune de Saint-Jean-de-Nay est entièrement liée à celle de Cereix, dont le castrum (Cereis, Cereirs, Sereys) apparaît dans les textes dès le XIe siècle. Il est le siège d'une importante baronnie frontière de l'Auvergne et du Velay, aux mains tout d'abord d'une famille éponyme, puis des Bulhon, seigneurs originaires d'Auvergne, des Apchier, seigneurs du Gévaudan, puis des Crussol d'Uzès à partir de 1636  et à une de leurs branches, les Crussol-Florensac vers 1732, jusqu'à la Révolution.
Au cours de la période révolutionnaire de la Convention nationale (1792-1795), la commune a porté le nom de Nay ou Nay-la-Montagne.

## Politique et administration

### Découpage territorial
La commune de Saint-Jean-de-Nay est membre de la communauté d'agglomération du Puy-en-Velay, un établissement public de coopération intercommunale (EPCI) à fiscalité propre créé le 26 décembre 2016 dont le siège est à Le Puy-en-Velay. Ce dernier est par ailleurs membre d'autres groupements intercommunaux.
Sur le plan administratif, elle est rattachée à l'arrondissement du Puy-en-Velay, au département de la Haute-Loire, en tant que circonscription administrative de l'État, et à la région Auvergne-Rhône-Alpes.
Sur le plan électoral, elle dépend du canton de Saint-Paulien pour l'élection des conseillers départementaux, depuis le redécoupage cantonal de 2014 entré en vigueur en 2015, et de la deuxième circonscription de la Haute-Loire   pour les élections législatives, depuis le redécoupage électoral de 1986.

## Population et société

### Démographie

#### Évolution démographique
L'évolution du nombre d'habitants est connue à travers les recensements de la population effectués dans la commune depuis 1793. Pour les communes de moins de 10 000 habitants, une enquête de recensement portant sur toute la population est réalisée tous les cinq ans, les populations de référence des années intermédiaires étant quant à elles estimées par interpolation ou extrapolation. Pour la commune, le premier recensement exhaustif entrant dans le cadre du nouveau dispositif a été réalisé en 2006.

En 2022, la commune comptait 338 habitants, en évolution de −5,06 % par rapport à 2016 (Haute-Loire : +0,36 %, France hors Mayotte : +2,11 %).
| 1793  | 1800 | 1806  | 1821  | 1831  | 1836  | 1841  | 1846  | 1851  |
| ----- | ---- | ----- | ----- | ----- | ----- | ----- | ----- | ----- |
| 1 146 | 805  | 1 092 | 1 341 | 1 360 | 1 430 | 1 455 | 1 497 | 1 402 |

| 1856  | 1861  | 1866  | 1872  | 1876  | 1881  | 1886  | 1891  | 1896  |
| ----- | ----- | ----- | ----- | ----- | ----- | ----- | ----- | ----- |
| 1 405 | 1 451 | 1 434 | 1 568 | 1 571 | 1 578 | 1 519 | 1 503 | 1 511 |

| 1901  | 1906  | 1911  | 1921  | 1926  | 1931  | 1936  | 1946 | 1954 |
| ----- | ----- | ----- | ----- | ----- | ----- | ----- | ---- | ---- |
| 1 508 | 1 463 | 1 388 | 1 143 | 1 067 | 1 033 | 1 001 | 836  | 792  |

| 1962 | 1968 | 1975 | 1982 | 1990 | 1999 | 2006 | 2011 | 2016 |
| ---- | ---- | ---- | ---- | ---- | ---- | ---- | ---- | ---- |
| 731  | 662  | 592  | 524  | 497  | 430  | 401  | 379  | 356  |

| 2021 | 2022 | - | - | - | - | - | - | - |
| ---- | ---- | - | - | - | - | - | - | - |
| 342  | 338  | - | - | - | - | - | - | - |

#### Pyramide des âges
La population de la commune est relativement âgée.
En 2018, le taux de personnes d'un âge inférieur à 30 ans s'élève à 24,5 %, soit en dessous de la moyenne départementale (31 %). À l'inverse, le taux de personnes d'âge supérieur à 60 ans est de 39,2 % la même année, alors qu'il est de 31,1 % au niveau départemental.
En 2018, la commune comptait 173 hommes pour 179 femmes, soit un taux de 50,85 % de femmes, légèrement inférieur au taux départemental (50,87 %).
Les pyramides des âges de la commune et du département s'établissent comme suit.
| Hommes | Classe d’âge | Femmes |
| ------ | ------------ | ------ |
| 2,3    | 90 ou +      | 5,0    |
| 9,8    | 75-89 ans    | 15,6   |
| 24,8   | 60-74 ans    | 20,6   |
| 21,1   | 45-59 ans    | 22,2   |
| 16,5   | 30-44 ans    | 13,1   |
| 10,8   | 15-29 ans    | 11,5   |
| 14,6   | 0-14 ans     | 11,9   |

| Hommes | Classe d’âge | Femmes |
| ------ | ------------ | ------ |
| 0,9    | 90 ou +      | 2,5    |
| 8,4    | 75-89 ans    | 11,7   |
| 20,4   | 60-74 ans    | 20,5   |
| 21,3   | 45-59 ans    | 20,3   |
| 16,8   | 30-44 ans    | 16,3   |
| 15,2   | 15-29 ans    | 13,2   |
| 17     | 0-14 ans     | 15,6   |

## Économie

### Revenus
En 2018, la commune compte 156 ménages fiscaux, regroupant 351 personnes. La médiane du revenu disponible par unité de consommation est de 18 540 € (20 800 € dans le département).

### Emploi
| Division       | 2008  | 2013  | 2018  |
| -------------- | ----- | ----- | ----- |
| Commune        | 2,9 % | 5,8 % | 5,8 % |
| Département    | 6,3 % | 7,7 % | 7,7 % |
| France entière | 8,3 % | 10 %  | 10 %  |

En 2018, la population âgée de 15 à 64 ans s'élève à 189 personnes, parmi lesquelles on compte 74,5 % d'actifs (68,7 % ayant un emploi et 5,8 % de chômeurs) et 25,5 % d'inactifs,. Depuis 2008, le taux de chômage communal (au sens du recensement) des 15-64 ans est inférieur à celui de la France et du département.
La commune fait partie de la couronne de l'aire d'attraction du Puy-en-Velay, du fait qu'au moins 15 % des actifs travaillent dans le pôle,. Elle compte 88 emplois en 2018, contre 89 en 2013 et 117 en 2008. Le nombre d'actifs ayant un emploi résidant dans la commune est de 132, soit un indicateur de concentration d'emploi de 66,8 % et un taux d'activité parmi les 15 ans ou plus de 46,9 %.
Sur ces 132 actifs de 15 ans ou plus ayant un emploi, 66 travaillent dans la commune, soit 50 % des habitants. Pour se rendre au travail, 66,2 % des habitants utilisent un véhicule personnel ou de fonction à quatre roues, 8,9 % s'y rendent en deux-roues, à vélo ou à pied et 24,8 % n'ont pas besoin de transport (travail au domicile).

## Culture locale et patrimoine

### Lieux et monuments

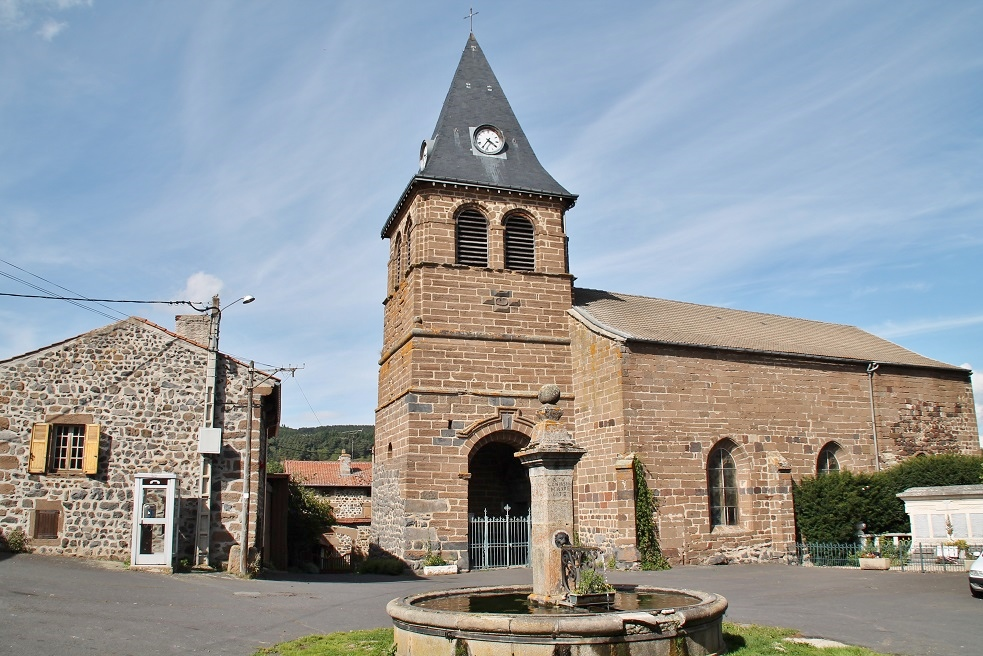
Église paroissiale de Saint-Jean-de-Nay.

- L'église Saint-Jean-Baptiste : remaniée, agrandie et son clocher construit dans la première moitié du XIXe siècle, l'église Saint-Jean présente une façade d'un bel appareil et une remarquable porte d'entrée de style Louis XIII. Mais son principal intérêt artistique est de conserver un exceptionnel reliquaire-monstrance du XVe siècle, récemment exposé aux fidèles dans une vitrine sécurisée.

Sur son pied, insculpé des initiales DR (qui peuvent être attribuées à Dieudonné de Rose, orfèvre du Puy mentionné en 1496), on peut voir le blason émaillé de la donatrice Anne de la Gorce, épouse de Béraud d'Apchier.
- Cereix : vestiges du château[24]. Une promenade dans la rue centrale permet de trouver deux autres blasons de la famille d'Apchier, fragments lapidaires remployés en façade des maisons Tonson et Rapatel.
- Pralong : fragment lapidaire aux armes de Jean d'Apchier et de Marguerite de Chazeron (datation : entre 1571 et 1584).

### Personnalités liées à la commune
- Louis Saint-Ange de La Colombe (1755-1802), dit le chevalier de La Colombe, proche de La Fayette, il participe activement avec celui-ci à la guerre d'indépendance des États-Unis et à la Révolution française. Il est né dans la commune.